# Lidströmer
Lidströmer är en svensk adelsätt som härstammar från byn Liden i Medelpad. Jonas Lidström adlades under namnet Lidströmer av kung Gustav IV Adolf den 3 oktober 1800, på Stockholms slott vid invigningen av Obelisken på Slottsbacken, för betydande uppfinningar under 1700-talets senare del.
Äldste kände stamfader är bonden i Boda i Lidens socken, Västernorrlands län, Nils Aronsson (omkring 1646–1701). Hans sonsons son, var överstelöjtnant mekanikus, chefen för örlogsflottans 'mekaniska stat' (den högsta ingenjörsutbildningen vid denna tid) i Sverige (med Finland) och preses i Kungl Vetenskapsakademien Jonas Lidströmer.

## Personer som bär namnet
- Jonas Lidströmer (1755–1808), uppfinnare
- Anna Fredrika Lidströmer (1780–1861), maka till amiral Otto Gustaf Nordensköld
- Fredrik August Lidströmer (1787–1856), arkitekt
- Fredrik Lidströmer (1820-1862), officer på Svenska Sankt Barthélemy
- August Lidströmer (1839–1915), grosshandlare
- Sigrid Lidströmer (1866–1942), författare och översättare
- Gustaf Lidströmer (1871–1944), landssekreterare
- Louise Lidströmer (född 1948), konstnär
- Niklas Lidströmer (född 1974), läkare, forskare, författare

## Vapenbeskrivning
"...En Sköld i hwars öfra del, som är en Chef af guld wisar sig ett Martis tecken af blå färg, men i hwars nedra, som är blå, från öfra högra til nedra wenstra hörnet bandewis löper en Ström af Silfwer, belagd med et swart kors. Den öpna Tornerehjelmen är betäckt med en hjelmkrans, wriden af guld och blått, hwaruppå hwilar en framåt wänd Uggla med utsträckta wingar af naturlig färg. Hjelmtäcket eller det så kallade löf-werket är utantill af guld och innantill blått, alldeles såsom detta Wapen med sina rätta och egenteliga färgor här afmåladt finnes."